# Youthanasia
Youthanasia è il sesto album della thrash metal band statunitense Megadeth.

## Descrizione
La copertina, realizzata da Hugh Syme, rappresenta dei neonati stesi ad asciugare su fili da bucato. Il brano omonimo riprende il tema e parlando dei bambini dice: "We've been hung out to dry" ("Siamo stati stesi fuori ad asciugare"). Ciò suscitò uno scandalo: alcuni chiesero che la copertina venisse cambiata o che l'album venisse censurato; tuttavia, lungi dall'esserne realmente danneggiato, l'album ricevette, a causa di questo clamore, un'attenzione ancora maggiore.
Il brano meglio conosciuto dell'intero lavoro è senza ombra di dubbio A Tout Le Monde, una power ballad che narra in prima persona le ultime parole che la madre di Dave Mustaine rivolse dal suo letto di morte ad amici e familiari. La traccia ha la particolarità di presentare il testo in inglese e il ritornello in francese (così come lo stesso titolo): in base all'idea originale, la canzone avrebbe dovuto essere cantata in cinque diverse lingue (italiano, inglese, francese, spagnolo e tedesco), ma Mustaine ammise la sua incapacità di cantare in lingue diverse dall'inglese e dal francese e il progetto venne ridimensionato.
Nel 2007 A Tout le Monde è stato riproposto in nuova versione, nella quale la voce di Dave Mustaine è affiancata da quella di Cristina Scabbia, la cantante femminile della band milanese Lacuna Coil, con il titolo A Tout Le Monde (Set me Free).

## Tracce

### Versione originale
Testi e musiche di Dave Mustaine
1. Reckoning Day (4:34)
2. Train of Consequences (3:26)
3. Addicted to Chaos (5:26)
4. À tout le monde (4:28)
5. Elysian Fields (4:03)
6. The Killing Road (3:57)
7. Blood of Heroes (3:57)
8. Family Tree (4:07)
9. Youthanasia (4:11)
10. I Thought I Knew It All (3:44)
11. Black Curtains (3:40)
12. Victory (4:27)

### Versione rimasterizzata
1. Reckoning Day (4:34)
2. Train of Consequences (3:26)
3. Addicted To Chaos (5:26)
4. À tout le monde (4:28)
5. Elysian Fields (4:03)
6. The Killing Road (3:57)
7. Blood Of Heroes (3:57)
8. Family Tree (4:07)
9. Youthanasia (4:09)
10. I Thought I Knew It All (3:44)
11. Black Curtains (3:39)
12. Victory (4:27)
13. Millennium of the Blind (2:15)
14. New World Order (Demo) (3:45)
15. Absolution (Instrumental) (3:27)
16. A Tout Le Monde (Demo) (6:20)

## Formazione
- Dave Mustaine - chitarra e voce
- Marty Friedman - chitarra
- David Ellefson - basso
- Nick Menza - batteria

Altri musicisti
- Jimmie Wood – armonica ("Train of Consequences" e "Elysian Fields")

## Classifiche
| Classifica (1994) | Posizione massima |
| ----------------- | ----------------- |
| Australia         | 9                 |
| Austria           | 26                |
| Belgio (Vallonia) | 30                |
| Canada            | 11                |
| Finlandia         | 2                 |
| Germania          | 13                |
| Giappone          | 11                |
| Italia            | 22                |
| Nuova Zelanda     | 10                |
| Paesi Bassi       | 20                |
| Regno Unito       | 6                 |
| Stati Uniti       | 4                 |
| Svezia            | 4                 |
| Svizzera          | 32                |